# Paszkot
Paszkot (Turdus viscivorus) – gatunek średniej wielkości ptaka śpiewającego z rodziny drozdowatych (Turdidae).

## Systematyka
Wyróżniono trzy podgatunki T. viscivorus:
- Turdus viscivorus deichleri – północno-zachodnia Afryka, Korsyka i Sardynia.
- Turdus viscivorus viscivorus – Europa do zachodniej Syberii i północnego Iranu; zimą także północna Afryka i południowo-zachodnia Azja.
- Turdus viscivorus bonapartei – południowo-środkowa Syberia do Turkmenistanu i zachodniego Nepalu; zimuje w południowej i środkowej Azji.

## Występowanie
Zamieszkuje większość Europy, część Azji (zachodnia Syberia, Azja Środkowa, Bliski Wschód i Kaukaz) oraz północno-zachodnią Afrykę. Wschodnia granica sięga Himalajów i Mongolii, a północna Syberii. Wędrowne są zwłaszcza populacje północne i ze wschodniego areału występowania, gdzie północne zimy mają surowy, kontynentalny przebieg. Nie migrują jednak daleko. Południowe paszkoty z łagodniejszych stref klimatycznych zwykle cały rok pozostają na terenach lęgowych lub w ich okolicy. Zimą mogą zstępować w terenach górskich do dolin i wiosną powracać na wyższe partie gór.
W Polsce rozpowszechniony w całym kraju, ale z reguły nieliczny ptak lęgowy (miejscami średnio liczny). Najczęściej widuje się go jednak w górach, a nie na nizinach, więc występuje nierównomiernie. Część ptaków pozostaje na zimę. To największy przedstawiciel drozdowatych w kraju. Według szacunków Monitoringu Pospolitych Ptaków Lęgowych, w latach 2013–2018 populacja paszkota w Polsce liczyła 109–161 tysięcy par lęgowych.

## Charakterystyka

### Wygląd zewnętrzny

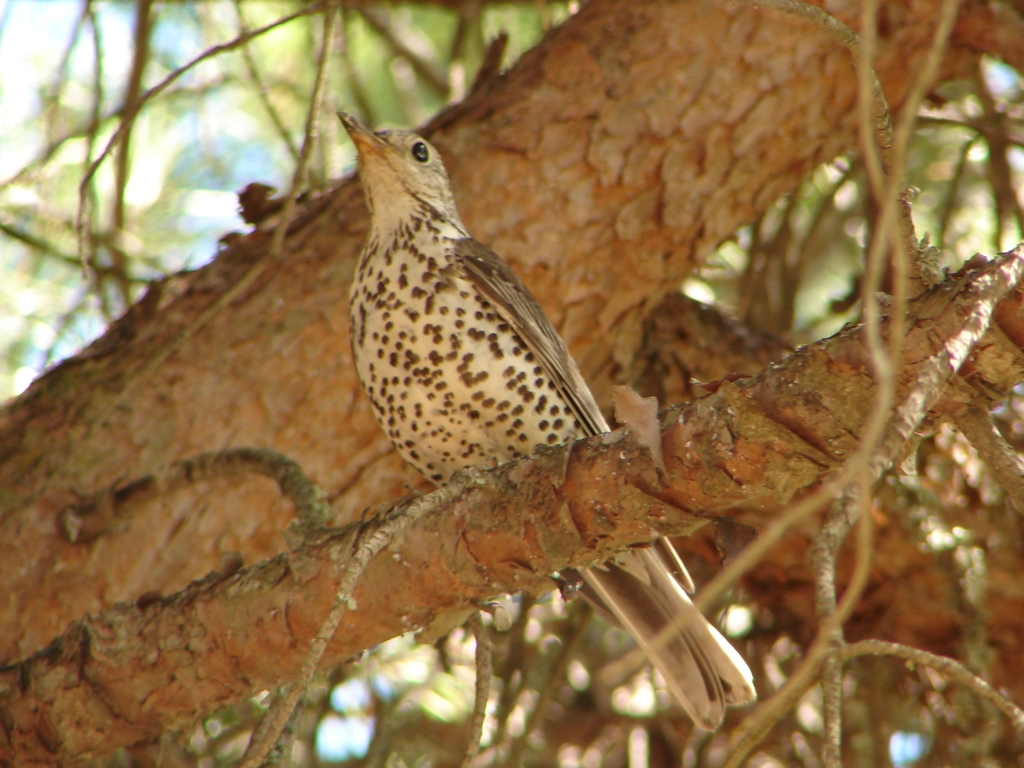
Paszkot ma brzuch oraz pierś w kolorze kremowym z okrągławymi cętkami, co odróżnia go od drozda śpiewaka, u którego pierś i boki są ochrowe, brzuch kremowo-żółty, a cętki są w kształcie liter „V” (grotów).

Podobny do śpiewaka, ale większy i o bardziej szarawym upierzeniu. Plamki na brzuchu okrągławe (u śpiewaka w kształcie grotów), z boku piersi mogą się zagęszczać, tworząc ciemną plamę. Białe brzegi ogona. W locie widoczne białe pokrywy podskrzydłowe (podobnie jak u kwiczoła, natomiast u śpiewaka i droździka pokrywy podskrzydłowe są rdzawe). Białe znaczenia na pokrywach skrzydłowych (u śpiewaka rude) i jasne obrzeżenia lotek.
Płcie nie różnią się między sobą, młode ptaki są jasno kreskowane na wierzchu.

### Rozmiary
długość ciałaok. 27 cm
rozpiętość skrzydełok. 42–47 cm

### Masa ciała
ok. 130 g

### Głos
Charakterystyczny, suchy, twardy terkot „sznerr sznerr” lub „tr tr” mający funkcję wabiącą. Śpiew głośny, melancholijny, fletowy podobny do kosa, ale z większą liczbą powtarzających się powtórzeń, zwrotek. Frazy śpiewu dłuższe niż u drozda śpiewaka.
Zaczyna śpiewać już w lutym i robi to również przy brzydkiej pogodzie.

### Zachowanie
Przemieszcza się długimi skokami. Często stoi w wyprostowanej postawie. Zaniepokojony odlatuje daleko i wysoko, często powyżej wierzchołków drzew. Wędrowny, przyloty od marca do kwietnia i odloty od września do listopada. W czasie przelotów tworzy niekiedy niewielkie stada. Duża płochliwość i dość skryty tryb życia sprawia, że człowiek go nie zauważa, choć w niektórych miejscach nie jest ptakiem rzadkim.

### Długość życia
Maksymalnie do 11 lat, jednak przeciętnie 3 lata.

## Środowisko

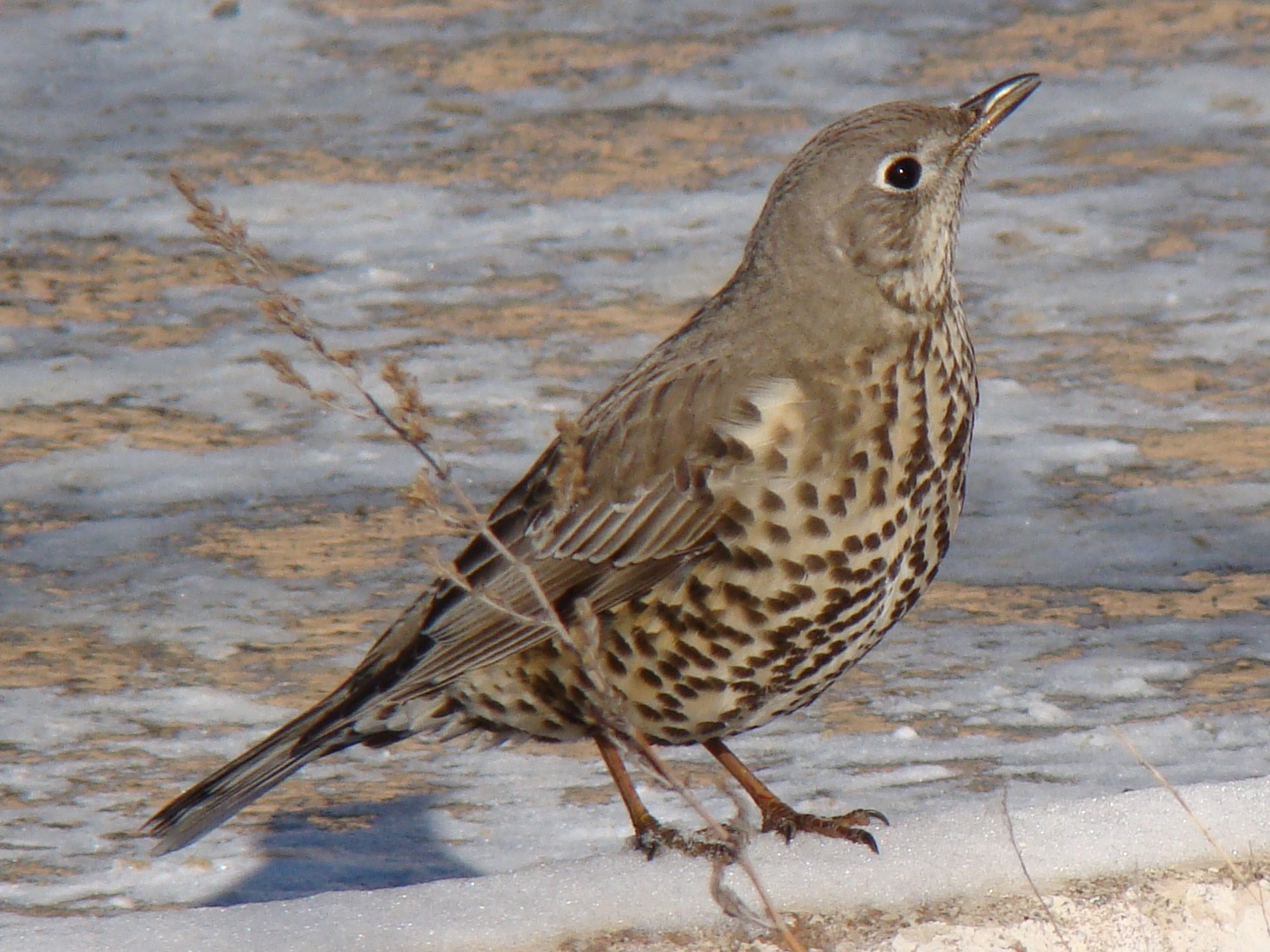
Jeśli warunki na to pozwalają paszkoty pozostają zimą w pobliżu terenów lęgowych. Bajkonur, Kazachstan.

Gnieździ się głównie w wysokopiennych starych rozległych lasach lub borach iglastych (świerkowych i sosnowych) i mieszanych w pobliżu polan i zrębów lub na ich obrzeżach (tam znajduje pożywienie), rzadziej zadrzewienia śródpolne, ogrody i parki. Preferuje biotopy wyżej położone lub pagórkowate, np. górskie. Nie występuje licznie i częściej można spotkać go jedynie na stanowiskach, które najbardziej mu odpowiadają. W odróżnieniu od kosa lub drozda śpiewaka nie wykazuje dużej skłonności do przebywania w pobliżu siedzib ludzkich. Tylko w niektórych miastach Europy Zachodniej odnotowano przypadki gnieżdżenia się tego ptaka w parkach podmiejskich lub miejskich.
Las jest dla paszkota miejscem odpoczynku i wychowywania młodych, ale zdecydowanie najwięcej pokarmu zbierają na polach i łąkach.

## Pożywienie
Żeruje przeważnie na ziemi, drzewach lub krzewach, szukając tam bezkręgowców, jak owady i ich larwy, dżdżownice, ślimaki itp. Preferuje obszary o krótkiej trawie i miękkim podłożu, gdzie łatwiej jest znaleźć dżdżownice. Jesienią i zimą zjada owoce jarzębiny, nasiona, a jego przysmakiem są jagody jemioły. Jest to jeden z głównych gatunków roznoszących owoce jemioły na inne drzewa. Jej nasiona (bez uszkodzenia przez soki trawienne) przechodzą przez układ pokarmowy paszkota i następnie wraz z kałem trafiają na drzewa, na których pasożytuje jemioła.

## Lęgi

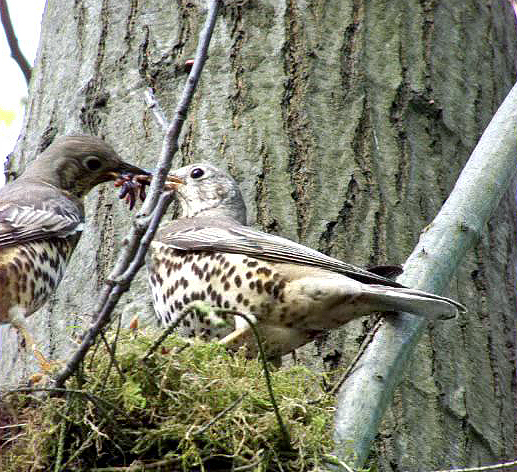
Samiec karmiący samicę na gnieździe

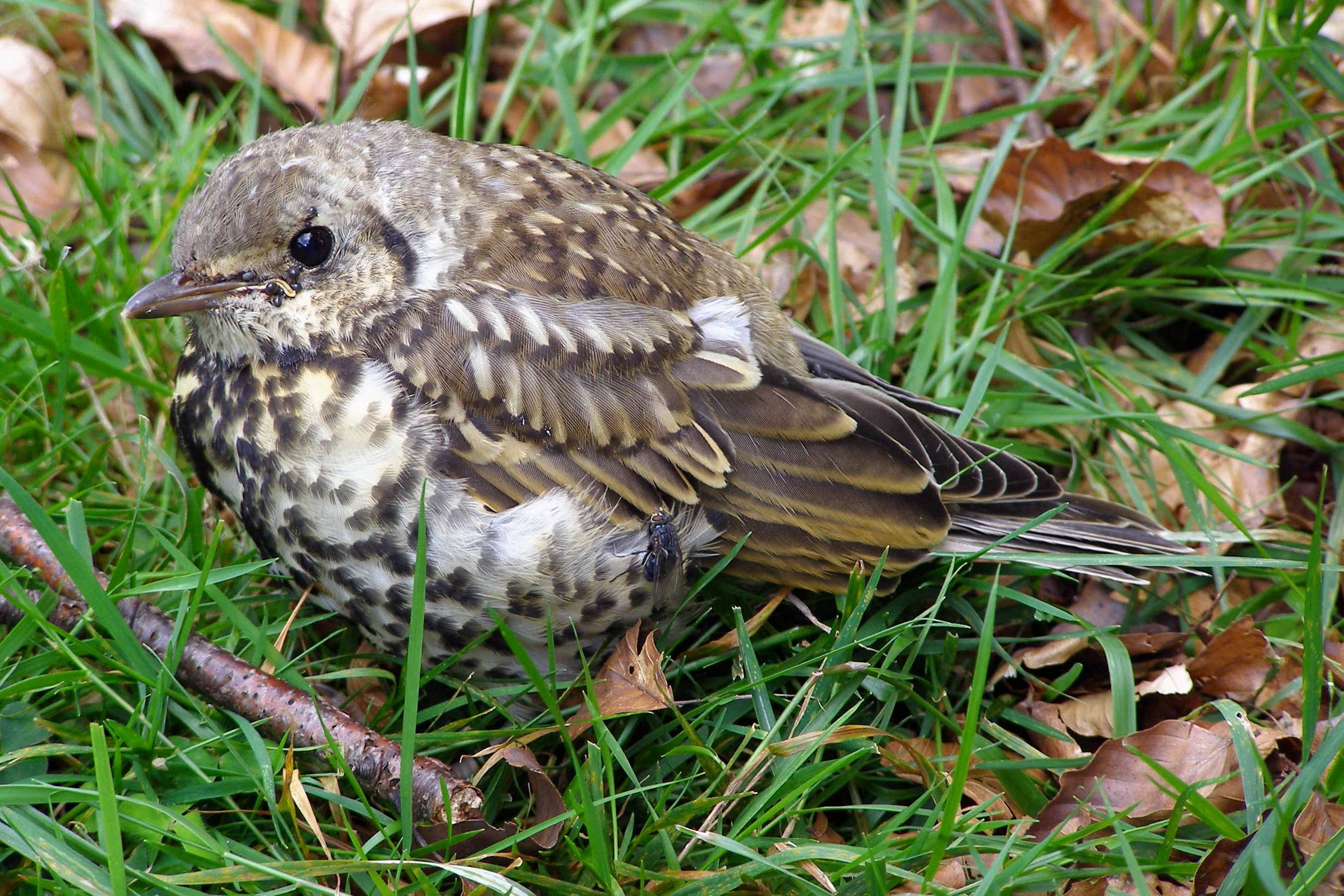
Młody paszkot

W ciągu roku wyprowadza dwa–trzy lęgi, od kwietnia do maja. Tworzy pary monogamiczne.

### Gniazdo
Podobne do gniazda kosa, umieszczone na grubej gałęzi lub w rozwidleniu poziomych gałęzi na drzewie na różnej wysokości, często w koronie przy pniu sosny lub na krzewie. Zbudowane na zewnątrz z łodyg, liści, korzonków, suchych źdźbeł traw, luźnych patyków i cienkich gałązek zmieszanych z mchem. Wnętrze wylepione jest iłem lub gliną i wysłane delikatnym materiałem roślinnym, np. suchą trawą, czasem z domieszką igliwia. Konstrukcja przypomina czarkę.

### Jaja

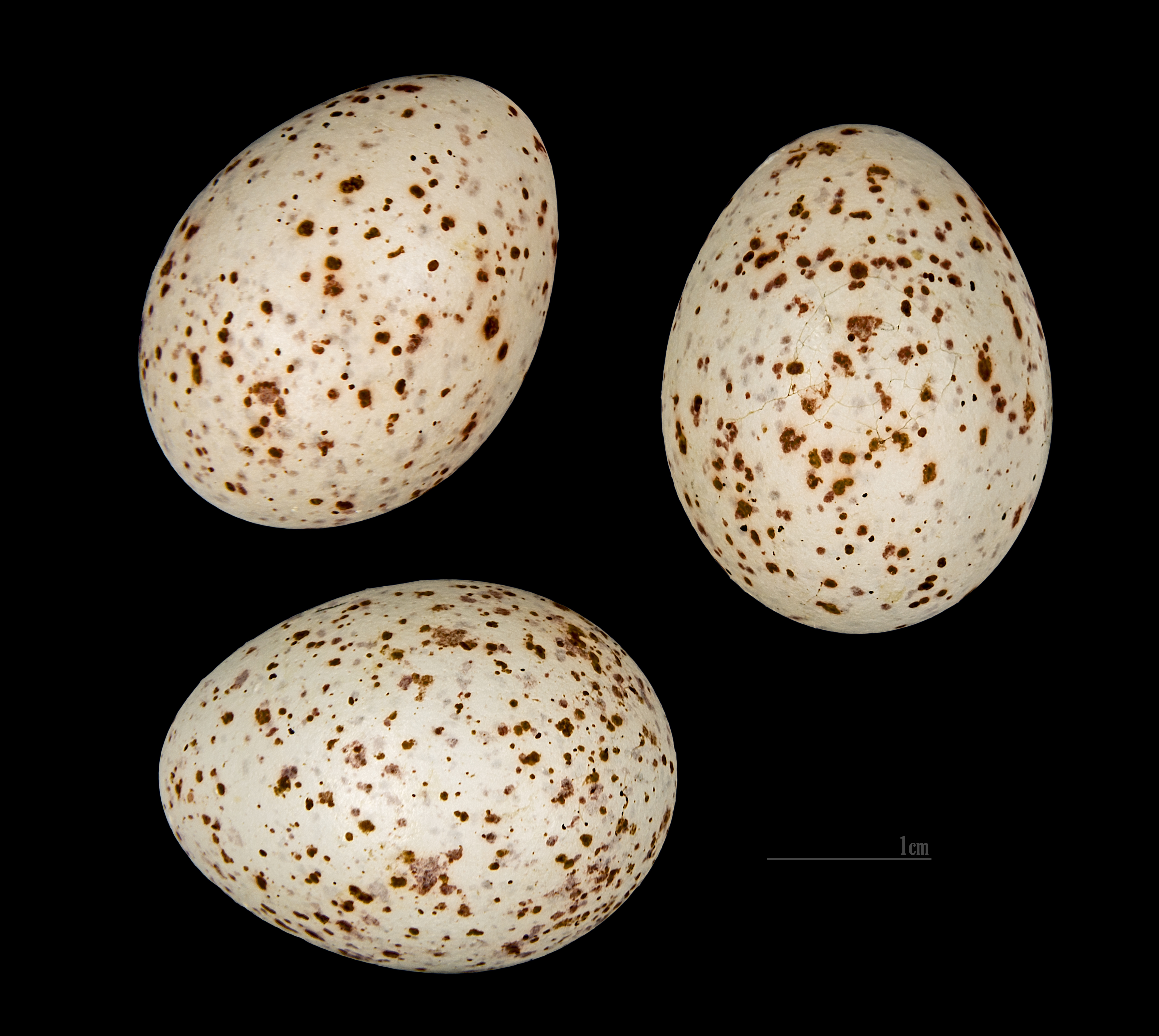
Jaja z kolekcji muzealnej

Samica składa 4–5 niebieskich, żółtozielonych lub płowych, usianych czerwonawymi (rdzawymi) lub fioletowoszarymi plamkami jaj o średnich wymiarach 30 x 22 mm.

### Wysiadywanie
Samica wysiaduje jaja przez 15–16 dni na zmianę z samcem.

### Pisklęta
Pisklęta, rzekome gniazdowniki, klują się nagie i ślepe, ale bardzo szybko rosną. Z czasem mają na sobie coraz więcej jasnoszarego puchu. Gdy mają 2 tygodnie, opiekę nad nimi przejmuje ojciec (wcześniej karmili je oboje rodzice), a matka rozpoczyna wtedy drugi lęg. Po ok. 17 dniach opuszczają gniazdo, choć nie potrafią jeszcze dobrze latać.

## Status i ochrona
Międzynarodowa Unia Ochrony Przyrody (IUCN) uznaje paszkota za gatunek najmniejszej troski (LC – least concern) nieprzerwanie od 1988 roku. Liczebność światowej populacji, obliczona w oparciu o szacunki organizacji BirdLife International dla Europy z 2015 roku, mieści się w przedziale 13–30 milionów dorosłych osobników. Globalny trend liczebności populacji uznawany jest za spadkowy.
Na terenie Polski gatunek ten jest objęty ścisłą ochroną gatunkową. Na Czerwonej liście ptaków Polski został sklasyfikowany jako gatunek najmniejszej troski (LC).